# Piliscsaba
Piliscsaba is een stad (város) en gemeente in het Hongaarse comitaat Pest. Piliscsaba telt 7466 inwoners (2007).

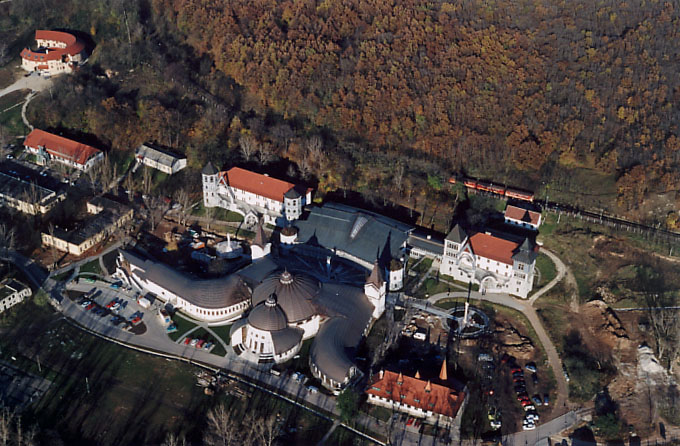
De campus van de Pázmány Péter Universiteit in Piliscsaba
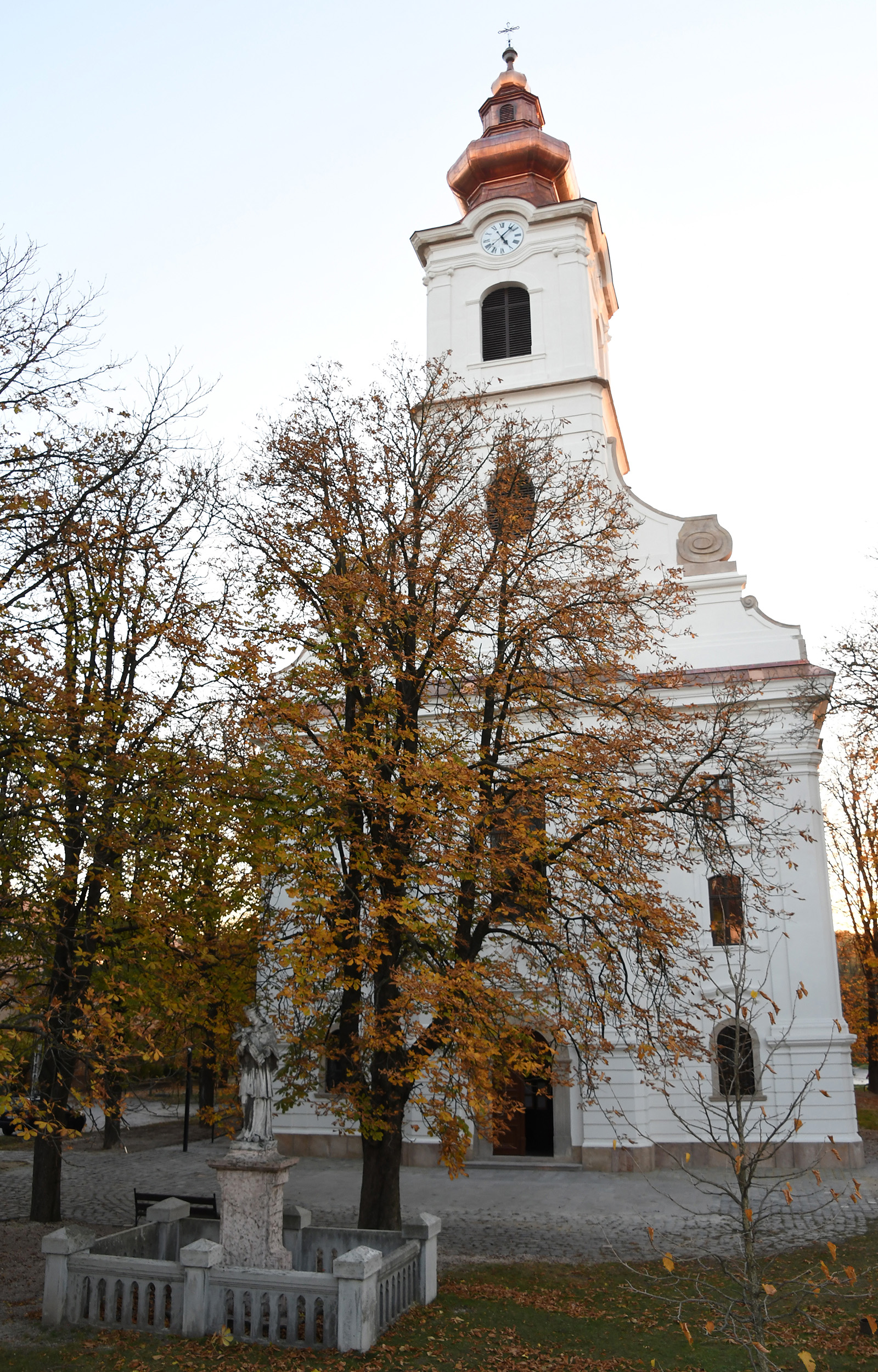
Rooms-Katholieke Kerk